# Florian Hartmann (Historiker)

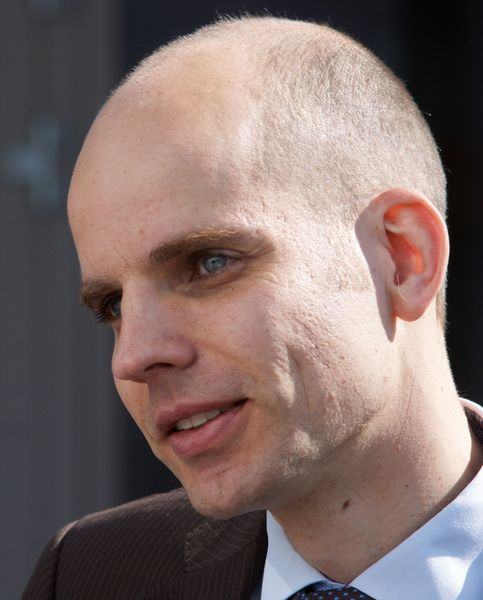
Florian Hartmann im Jahr 2014 aufgenommen von Werner Maleczek.

Florian Hartmann (* 6. September 1975 in Ratzeburg) ist ein deutscher Historiker, der die Geschichte des frühen und hohen Mittelalters erforscht.

## Leben
Seine Eltern waren Lehrer. Er besuchte das Gymnasium in Ratzeburg. Die Geisteswissenschaften genossen im Elternhaus hohes Ansehen. Hartmann interessierte sich jedoch in der Schulzeit mehr für Chemie, Biologie und Mathematik. Nach einem Jahr Zivildienst entschied er sich statt für Biochemie doch für ein Studium der Rechtswissenschaft. Nach einem Semester wechselte er jedoch zu den Fächern Geschichte, klassische Philologie (Latein) und Erziehungswissenschaften an der Universität Bonn und der Humboldt-Universität zu Berlin. Seine wichtigsten akademischen Lehrer waren der Professor für Römisches Recht Rolf Knütel, der Althistoriker Klaus Rosen, die Mediävisten Ingrid Heidrich, Matthias Becher und Theo Kölzer.
Im Jahr 2002 erfolgte das Staatsexamen für das Lehramt der Sekundarstufen I/II in den Fächern Latein und Geschichte an der Universität Bonn. Von 2002 bis 2004 war er Stipendiat des DFG-Graduiertenkollegs „Europäische Geschichtsdarstellungen“ an der Universität Düsseldorf, von 2004 bis 2007 Wissenschaftlicher Mitarbeiter an der Universität Bonn. Hartmann wurde dort im Sommersemester 2005 promoviert mit einer von Matthias Becher und Theo Kölzer betreuten Arbeit über Papst Hadrian I. Von 2007 bis 2010 war er Wissenschaftlicher Mitarbeiter am Deutschen Historischen Institut in Rom, von 2010 bis 2011 hatte er ein Stipendium der Stiftung Deutsche Geisteswissenschaftliche Institute im Ausland (DGIA). Im Jahr 2011 wurde Hartmann Akademischer Rat auf Zeit an der Universität Bonn. Ein Jahr später habilitierte er sich über die epistolographischen Lehrwerke der ars dictaminis. Für seine Habilitation erhielt Hartmann 2016 den Stauferpreis der Stauferstiftung Göppingen.
Hartmann hatte Lehrstuhlvertretungen im Sommersemester 2013 und im Wintersemester 2013/2014 an der Universität Chemnitz, im Wintersemester 2014/2015 und im Sommersemester 2015 an der RWTH Aachen, im Wintersemester 2015/2016 an der Friedrich-Alexander-Universität Erlangen und im Sommersemester 2017 an der RWTH Aachen. Im Jahr 2017 hat er einen Ruf an die Johannes Gutenberg-Universität Mainz in Kooperation mit der Akademie der Wissenschaften und der Literatur auf eine W2-Professur für Mittelalterliche Geschichte mit Schwerpunkt Historische Grundwissenschaften und Digital Humanities abgelehnt und einen Ruf an die RWTH Aachen auf eine Heisenberg-Professur für Wissensdiskurse des Mittelalters angenommen. Im September 2015 wurde ihm ein Heisenberg-Stipendium durch die Deutsche Forschungsgemeinschaft gewährt. Dabei stehen zwei Projekte im Fokus. Im Rahmen dieses Stipendiums arbeitet Hartmann im ersten Projekt über die Billunger und ihre reichs- und landesgeschichtlichen Vernetzungen sowie im zweiten Projekt über die Anfänge der ars dictaminis in Deutschland (1230–1330). Er ist seit 2024 Mitglied des Konstanzer Arbeitskreises für mittelalterliche Geschichte.

## Forschungsschwerpunkte
In seiner Dissertation über Hadrian I. widmet Hartmann sich mehr den Geschicken und Erwartungen der Stadt Rom und möchte den Papst in seinem sozialen Umfeld verstehen. Hartmann möchte durch einen spezifischen römischen Blickwinkel „Möglichkeiten, Spielräume und Ambitionen des Papsttums im ausgehenden 8. Jahrhundert“ erhellen und erklären, „unter welchen Voraussetzungen und aus welchen Gründen Hadrian I. als möglicherweise typischer Repräsentant der stadtrömischen Aristokratie gerade in dieser Epoche das Adelspapsttum zu einem vorläufigen Höhepunkt führen, Roms Abkehr von Byzanz forcieren und die Präsenz des Papsttums in der Stadt Rom beträchtlich intensivieren konnte“. Bis dahin hatten die Arbeiten Hadrian fast immer in seinem Verhältnis zu Karl dem Großen untersucht und dadurch einen Beitrag für die fränkische Geschichte geleistet. Hartmann legt mit seiner Dissertation keine chronologisch angelegte Biographie, sondern eine nach thematischen Gesichtspunkten gegliederte Darstellung vor. Hartmann befasst sich mit quellenkritischen Fragen (Kapitel 1), dem Papsttum im Gefüge der stadtrömischen Adelsgesellschaft (Kapitel 2), Inszenierungen und Schenkungen (Kapitel 3–4), der Lösung Roms vom byzantinischen Kaiser (Kapitel 5) und dem Verhältnis von Hadrian I. zu Karl dem Großen (Kapitel 6). Im ersten Kapitel widmet er sich mit der Vita Hadriani im Liber Pontificalis und den Briefen Hadrians im Codex epistolaris Carolinus den zentralen Quellen des Pontifikats. Dabei stellt Hartmann in einer sprachlichen Analyse eines Briefes den schlechten Zustand der Latinität unter Hadrian fest. Bei seiner Untersuchung über das Papsttum „im Gefüge der stadtrömischen Adelsgesellschaft“ untersucht Hartmann vor allem die Erhebung Hadrians und seine Personalpolitik. Hartmann kam dabei zu dem Fazit, dass das Pontifikat Hadrians „der Höhepunkt und zugleich der vorläufige Abschluss des Adelspapsttums“ gewesen sei. Im fünften Kapitel datiert Hartmann die Loslösung Roms von Byzanz auf das Jahr 776. Hartmann relativiert im sechsten Kapitel die These des freundschaftlichen Verhältnisses zwischen Hadrian und dem Frankenkönig Karl an zahlreichen Beispielen. Er stellt vielmehr einen „Prozess kontinuierlicher Spannungen auf nahezu allen Ebenen“ fest. Als Charakteristikum des hadrianischen Pontifikats konstatiert Hartmann die Verweltlichung des Papsttums.
In seiner 2013 veröffentlichten Habilitationsschrift erschloss Hartmann das wenig bekannte Quellencorpus der ars dictaminis, die ab der zweiten Hälfte des 11. Jahrhunderts „im Umfeld von Reformpapsttum und Investiturstreit im Raum zwischen Rom und Montecassino“ ihren Anfang nahm. Seit der bahnbrechenden Arbeit Ludwig von Rockingers (1863) hatte dieser Überlieferungstypus keine größere Aufmerksamkeit mehr gefunden. Hartmann verfolgt dabei die philologisch-historische Entwicklung der Lehrschriften zwischen ca. 1080 und 1220. Er konnte nachweisen, dass das Brevarium Alberichs von Montecassino nicht in Montecassino, sondern in Rom zu verorten ist.
Das Ergebnis einer Tagung im Februar 2009 am DHI Rom zum Thema „Funktionen der Beredsamkeit im kommunalen Italien“ gab Hartmann 2011 als Sammelband heraus. Hartmann veranstaltete im Februar 2014 in Bonn eine Tagung über „Brief und Kommunikation im Wandel. Formen, Autoren und Kontexte in den Debatten des Investiturstreits“. Der Sammelband wurde von Hartmann 2016 herausgegeben. In einer 2016 veröffentlichten Untersuchung über Salutationes und Beileidsschreiben aus dem 13. und 15. Jahrhundert stellte er für die spätmittelalterlichen Brieflehren im Umgang mit muslimischen Korrespondenzpartnern „einen zunehmend pragmatischen Umgang im Rahmen interkultureller Kommunikation“ fest. Er erarbeitete in Kooperation mit Tina Orth-Müller die erste deutschsprachige Übersetzung des Codex epistolaris Carolinus, einer Sammlung von 99 päpstlichen Briefen aus den Jahren 739 bis 791, die 2017 publiziert wurde. Hartmann ist Mitglied im Mediävistenverband und seit September 2014 Mitglied in der Società internazionale per lo studio del Medioevo latino (SISMEL). Er war 2019 mit Benoît Grévin Herausgeber eines Handbuchs der mittelalterlichen Briefstillehre, das die Ergebnisse eines DFG-Netzwerks von deutschen, italienischen, französischen und englischen Experten bündelt. Eine groß angelegte und vergleichende Überblicksdarstellung war bis dahin eine Forschungslücke gewesen. Ein weiterer Forschungsschwerpunkt sind die Billunger und das sächsische Herzogtum im 11. und 12. Jahrhundert.

## Schriften (Auswahl)
Monographien
- Ars dictaminis. Briefsteller und verbale Kommunikation in den italienischen Stadtkommunen des 11. bis 13. Jahrhunderts (= Mittelalter-Forschungen. Bd. 44). Thorbecke, Ostfildern 2013, ISBN 978-3-7995-4363-7 (online).
- Hadrian I. (772–795). Frühmittelalterliches Adelspapsttum und die Lösung Roms vom byzantinischen Kaiser (= Päpste und Papsttum. Bd. 34). Hiersemann, Stuttgart 2006, ISBN 978-3-7772-0608-0.

Herausgeberschaften
- mit Julia Exarchos: Konrad II. (1024-1039). Die Anfänge des salischen Königtums in europäischer Perspektive. Böhlau, Köln 2025, ISBN 978-3-412-53211-6.
- mit Benoît Grévin: Der mittelalterliche Brief zwischen Norm und Praxis (= Archiv für Kulturgeschichte. Beihefte zum Archiv für Kulturgeschichte. Bd. 92). Böhlau, Wien 2020, ISBN 978-3-412-51962-9.
- mit Benoît Grévin: Ars dictaminis. Handbuch der mittelalterlichen Briefstillehre (= Monographien zur Geschichte des Mittelalters. Bd. 65). Hiersemann, Stuttgart 2019, ISBN 3-7772-1906-1
- Brief und Kommunikation im Wandel. Medien, Autoren und Kontexte in den Debatten des Investiturstreits (= Papsttum im mittelalterlichen Europa. Bd. 5). Böhlau, Köln u. a. 2016, ISBN 978-3-412-50529-5.
- Cum verbis ut Italici solent ornatissimis. Funktionen der Beredsamkeit im kommunalen Italien (= Super alta perennis. Studien zur Wirkung der Klassischen Antike. Bd. 9). V&R unipress, Göttingen 2011, ISBN 978-3-89971-737-2.
- mit Tina Orth-Müller: Codex epistolaris Carolinus. Frühmittelalterliche Papstbriefe an die Karolingerherrscher (= Ausgewählte Quellen zur Geschichte des Mittelalters. Freiherr vom Stein-Gedächtnisausgabe. Bd. 49). Wissenschaftliche Buchgesellschaft, Darmstadt 2017, ISBN 978-3-534-26806-1.